# 尼崎汽艇比賽場前站
尼崎汽艇比賽場前站（日语：／ Amagasaki-Centerpool-Mae eki */?）是位於兵庫縣尼崎市水明町，屬於阪神電氣鐵道本線的車站。車站編號為「HS11」。此站是最鄰近尼崎賽艇場的車站。在日文站名（Center Pool）中，是指賽艇場的賽道水池，而不是指遊泳池。
通常日子只有普通班次停靠。在尼崎賽艇日，於下午4時左右至17時左右（在最後一場比賽後），前往近鐵奈良的快速急行和前往大阪梅田的急行會臨時停靠。另外，在比賽日上午10至12時之間，從大阪梅田站出發的急行也會臨時停靠比站，此措施在2009年3月的時間表修正後取消。但是，在SG比賽日，從近鐵奈良出發的快速急行會在此站臨時停靠。

## 歷史
- 1952年（昭和27年）9月14日 - 此站啟用，當時為臨時車站[2]。
- 1963年（昭和38年）12月10日 - 由於建設國道43號，使尼崎海岸線廢止，此站成為常設車站以作為補償措施[2]。
- 1994年（平成6年）1月23日 - 尼崎市內進行交通立體化工程，此站變為高架車站[2]。
- 2009年（平成21年）3月20日 - 本線取消準急班次，再沒有定期優等列車（日语：優等列車）停靠。在賽艇日時快速急行再次臨時停靠。
- 2014年（平成26年）4月1日 - 引入車站編號[4][5]。

## 車站構造
車站是一座高架車站，設有3面4線的混合式月台。在車站大堂與尼崎賽艇場正門前之間設有名為Fan Road的有蓋行人通道。
通常只會使用2面4線島式月台，在上行月台1號月台對面設有臨時下車月台，在尼崎賽艇日時會臨時使用該月台。
雖然車站鄰接賽艇場，但是在月台上是不能夠觀看到場內賽事。
曾經此站的自動廣播系統是使用固定內容。在2006年度，特急、急行通過的大石站引入詳細廣播內容。隨後在2009年1月引入至此站。

### 月台
| 月台         | 路線 | 上下行 | 方向                               |
| ------------ | ---- | ------ | ---------------------------------- |
| （沒有編號） | 本線 | 上行   | 臨時月台                           |
| 1            | 本線 | 上行   | 尼崎、大阪（梅田）、難波、奈良方向 |
| 2            | 本線 | 上行   | 尼崎、大阪（梅田）、難波、奈良方向 |
| 3            | 本線 | 下行   | 神戶（三宮）、明石、姬路方向       |
| 4            | 本線 | 下行   | 神戶（三宮）、明石、姬路方向       |

內側2線（2和3號月台）為主本線，外側2線（1和4號線）為待避線，後者設有普通列車專用的乘車位置標記。此由多數停靠列車會在此站待避優等列車，因此多數使用1、4號月台。
月台可容納8卡阪神車廂，1號月台對面的臨時月台可容納6卡車廂。使用近畿日本鐵道車輛的快速急行班次若臨時停車時，會停在「近6」的停止位置牌。但是，此站與其他車站的乘車位置標示不同，只有紅色貼紙標示。

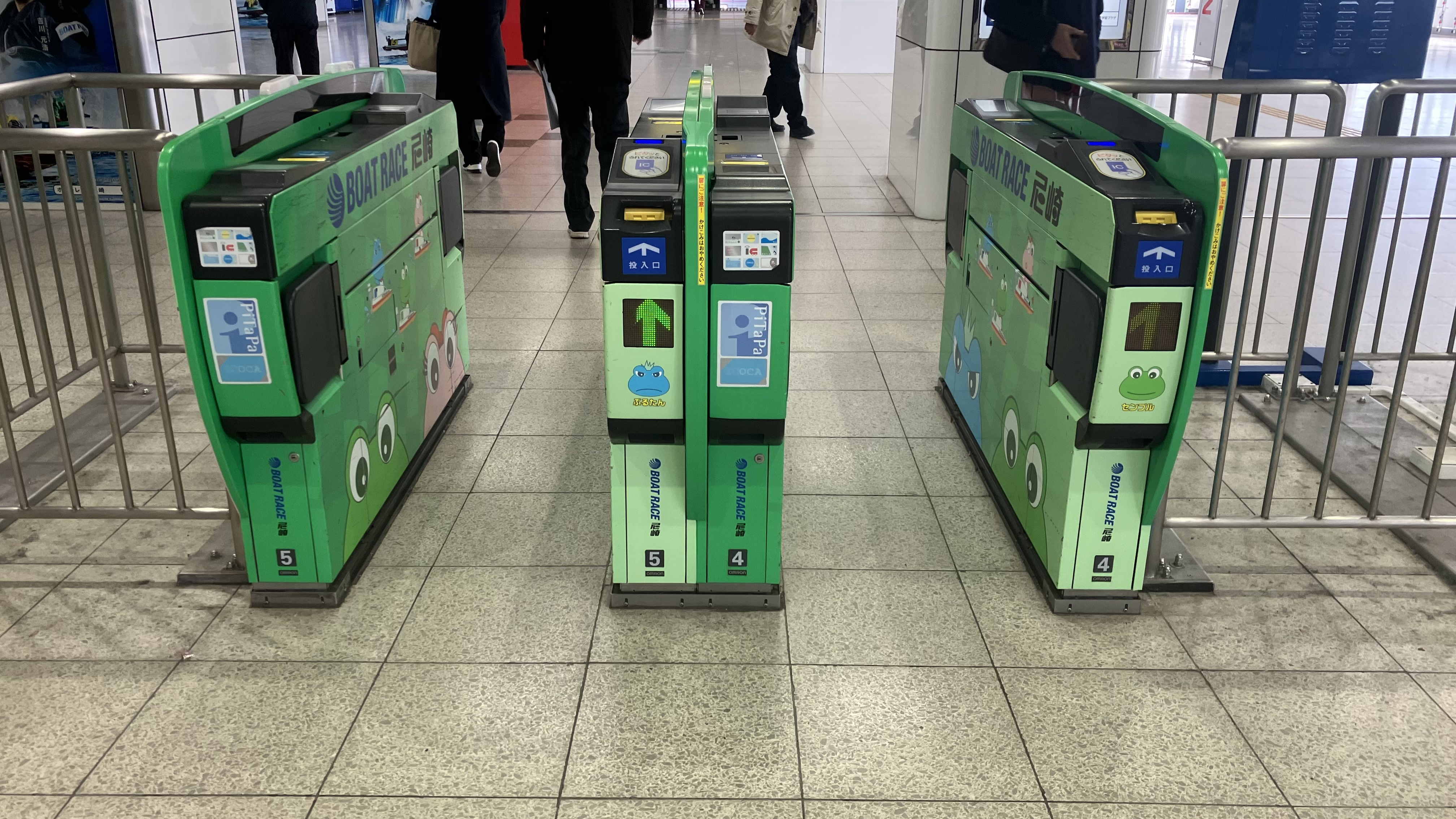
檢票口（2023年12月）
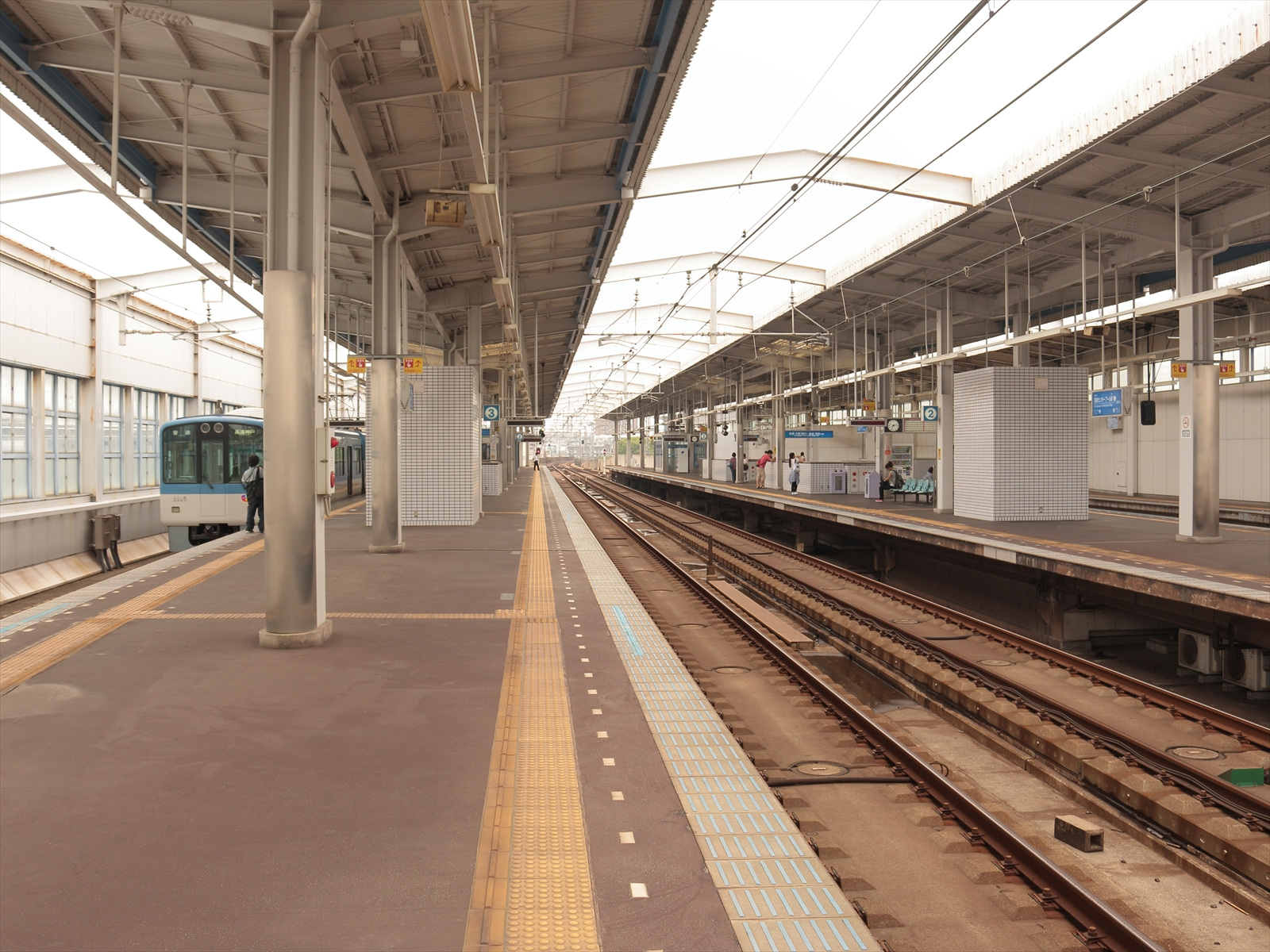
月台（2015年7月）

## 利用狀況
在2018年度，1日平均上下車人次為9,584人。
以下為各年度1日平均乘車、上下車人次列表。
| 年度               | 1日平均 上下車人次 | 1日平均 乘車人次 | 參考資料 |
| ------------------ | ------------------ | ---------------- | -------- |
| 2001年（平成13年） | 8,279              | 4,195            | [ 6 ]    |
| 2002年（平成14年） | 7,746              | 3,944            | [ 6 ]    |
| 2003年（平成15年） | 7,506              | 3,796            | [ 6 ]    |
| 2004年（平成16年） | 7,383              | 3,742            | [ 6 ]    |
| 2005年（平成17年） | 7,682              | 3,472            | [ 6 ]    |
| 2006年（平成18年） | 6,729              | 3,416            | [ 7 ]    |
| 2007年（平成19年） | 6,992              | 3,515            | [ 8 ]    |
| 2008年（平成20年） | 7,762              | 3,903            | [ 9 ]    |
| 2009年（平成21年） | 7,673              | 3,861            | [ 10 ]   |
| 2010年（平成22年） | 7,459              | 3,775            | [ 11 ]   |
| 2011年（平成23年） | 7,421              | 3,754            | [ 12 ]   |
| 2012年（平成24年） | 7,742              | 3,902            | [ 13 ]   |
| 2013年（平成25年） | 9,124              | 4,573            | [ 14 ]   |
| 2014年（平成26年） | 10,739             | 5,357            | [ 15 ]   |
| 2015年（平成27年） | 10,116             | 5,053            | [ 16 ]   |
| 2016年（平成28年） | 9,475              | 4,746            | [ 17 ]   |
| 2017年（平成29年） | 9,655              | 4,851            | [ 18 ]   |
| 2018年             | 9,584              | 4,829            | [ 19 ]   |

## 車站周邊
在1994年車站高架化前，車站北邊設有小廣場，在賽艇日當日會設有內臟燒烤的路邊攤，也有其他露天商店。
- 尼崎賽艇場（日语：尼崎競艇場）[2]
- 尼崎場外投注站／Semple Pier
- 阪神電車Manabi基地（團體專用）
- 水明公園
- 琴浦神社（日语：琴浦神社）
- 尼崎市政廳大庄北生涯學習中心所
  - 尼崎市大庄地域振興中心
- 尼崎市立大庄南生涯學習中心（日语：尼崎市立大庄公民館）[2]
- 尼崎市大庄地區會館
- 尼崎市大庄體育館
- 尼崎道意郵局
- 尼崎市立成德小學（日语：尼崎市立成徳小学校）
- 尼崎市消防局（日语：尼崎市消防局） 西消防署大庄分支
- 元濱綠地（日语：元浜緑地）
- 古河電工工廠
- ama-do（日语：アマドゥ）（綜合商業設施）
- 蓬川温泉 Mizuki之湯
- 阪神巴士（日语：阪神バス）濱田車廠 - 在國道2號路上
- 尼崎市立大庄小學（日语：尼崎市立大庄小学校）

## 巴士路線
阪神巴士尼崎市內線
「阪神汽艇比賽場」和「尼崎賽艇場」巴士站
- 30番（北行）　前往阪急塚口（經JR立花（上）、立花分所、尼崎北小學（日语：尼崎市立尼崎北小学校））
- 30番（南行）　前往Research Core前、武庫川
- 60番（北行）　前往JR立花（上）
- 60番（南行）　前往末廣町（經Research Core前、鶴町）

## 相鄰車站
阪神電氣鐵道
 本線
■■直通特急、■特急、■區間特急、■快速急行、■急行、■區間急行
通過（但是在賽艇日時，■快速急行、■急行會臨時停靠）
■普通
出屋敷（HS 10）－尼崎汽艇比賽場前（HS 11）－武庫川（HS 12）

## 注腳
1. 1 2  在官網 （页面存档备份，存于）中，官方譯名為「尼崎汽艇比賽場前」
2. 1 2 3 4 5 6 7 8 9 10 11 12 13  . 神戶新聞綜合出版中心. 2012-12-10: 48. ISBN 9784343006745.
3. ↑  在大阪梅田站和野田站有張貼告示，表示「前往賽艇場的人士請於尼崎站轉乘普通列車」。
4. ↑   (PDFlink) (新闻稿). 阪神電氣鐵道株式會社. 2013-04-30  [2016-04-08]. （原始内容存档 (PDF)于2019-06-17）.
5. ↑  . 讀賣新聞（大阪晨報） (讀賣新聞大阪本社). 2014-03-20: p.32.
6. 1 2 3 4 5  尼崎市統計書（平成18年）PDF
7. ↑  尼崎市統計書（平成19年）PDF
8. ↑  尼崎市統計書（平成20年）PDF
9. ↑  尼崎市統計書（平成21年）PDF
10. ↑  尼崎市統計書（平成22年）PDF
11. ↑  尼崎市統計書（平成23年）PDF
12. ↑  尼崎市統計書（平成24年）PDF
13. ↑  尼崎市統計書（平成25年）PDF
14. ↑  尼崎市統計書（平成26年）PDF
15. ↑  尼崎市統計書（平成27年）PDF
16. ↑  尼崎市統計書（平成28年）PDF
17. ↑  尼崎市統計書（平成29年）PDF
18. ↑  尼崎市統計書（平成30年）PDF
19. ↑  尼崎市統計書（令和元年）PDF
20. ↑  前尼崎市交通局路線。

## 外部連結
- 尼崎汽艇比賽場前（路線圖、車站資訊） - 阪神電氣鐵道